# Vittorio Sgarbi

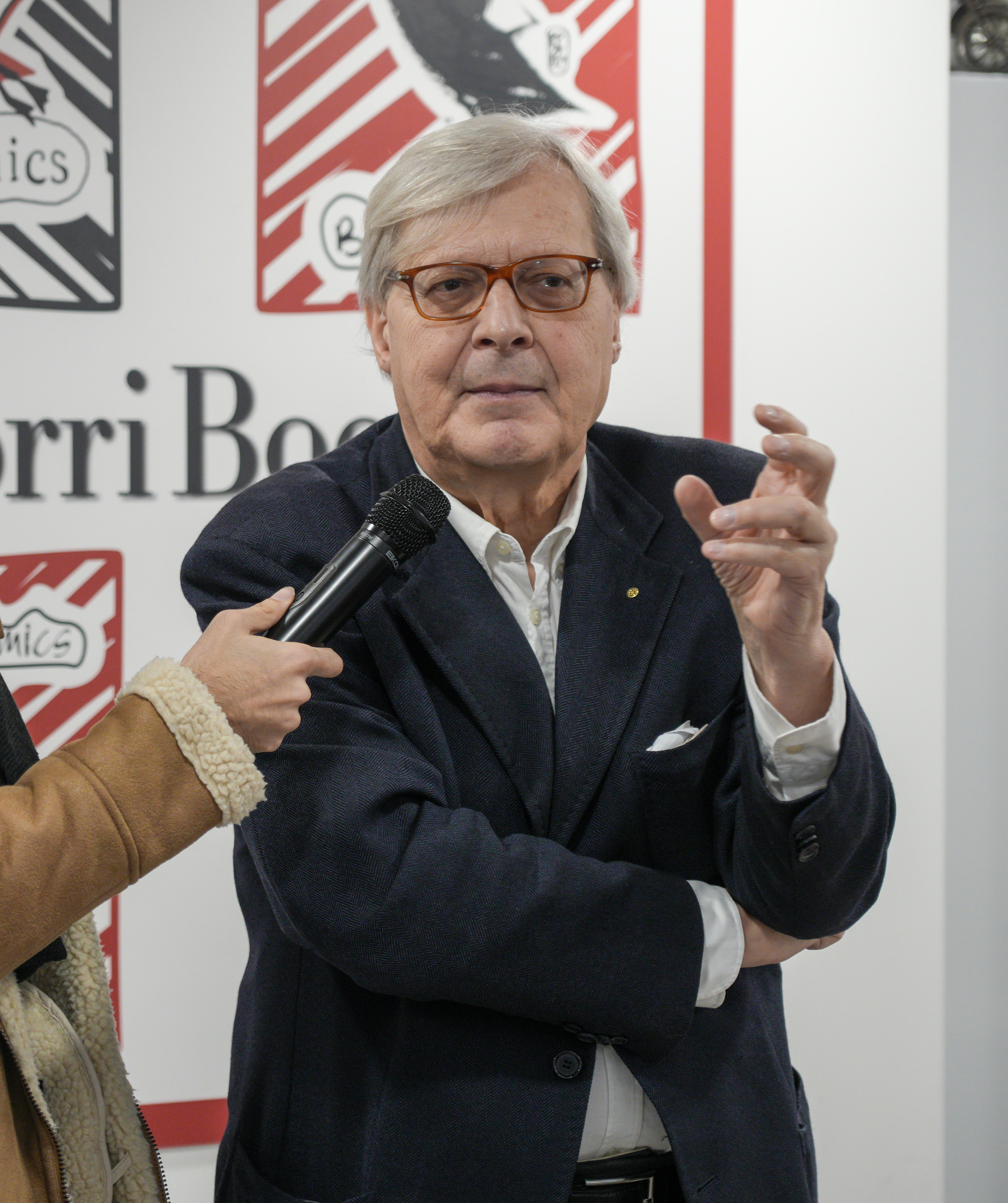
Vittorio Sgarbi 2022

Vittorio Sgarbi (* 8. Mai 1952 in Ferrara) ist ein italienischer Kunstkritiker, Politiker, Kulturkommentator und eine Fernsehpersönlichkeit.

## Leben
Sgarbi studierte von 1974 bis 1978 an der Universität Bologna und von 1984 bis 1988 an der Universität Udine. Er arbeitete zunächst beim Denkmalamt von Venetien und war Vertragsassistent an der Universität Udine. Parallel trat er auf Videokassetten, dann auch im Fernsehen als Kunstkritiker auf, was damals ein noch unbekanntes Phänomen war. Er war Kurator des italienischen Pavillons auf der Biennale di Venezia 2011.
Sgarbi war von 1994 bis 2018 sowie von 2020 bis 2022 Mitglied der Abgeordnetenkammer, von 1999 bis 2001 Abgeordneter zum Europäischen Parlament, von 2001 bis 2002 Staatssekretär für Kulturgüter und kulturelle Aktivitäten in der Regierung Berlusconi II sowie von 2008 bis 2012 Bürgermeister von Salemi. Von 2017 bis 2018 war Sgarbi Minister für Kultur der Autonomen Region Sizilien. Seit dem 11. Juni 2018 ist er Bürgermeister von Sutri (Provinz Viterbo, Latium). Am 31. Oktober 2022 wurde Sgarbi zum Staatssekretär im italienischen Kulturministerium im Kabinett Meloni ernannt. Er erklärte am 2. Februar 2024 seinen Rücktritt.

## Auszeichnungen
1990 erhielt er für sein Werk Davanti all’immagine den Literaturpreis Premio Bancarella.

## Veröffentlichungen
- Il populismo nella letteratura italiana del Novecento, Messina-Firenze, D’Anna, 1977.
- Palladio e la Maniera. I pittori vicentini del Cinquecento e i collaboratori del Palladio, 1530-1630, Mailand, Electa, 1980.
- Gnoli, Mailand, Ricci, 1983, ISBN 88-216-0030-0.
- Capolavori della pittura antica, Mailand, A. Mondadori, 1984.
- Tutti i musei d’Italia, a cura di, Rozzano, Domus, 1984, ISBN 88-7212-010-1.
- Antonio da Crevalcore e la pittura ferrarese del Quattrocento a Bologna, Mailand, A. Mondadori, 1985.
- L'opera grafica di Domenico Gnoli, a cura di, Milano, A. Mondadori, 1985.
- Carlo Guarienti, Hg. , Mailand, Fabbri, 1985.
- Il sogno della pittura. Come leggere un'opera d'arte, Venezia, Marsilio, 1985, ISBN 88-317-4795-9. (Premio Estense 1985)
- Mattioli. Antologia 1939–1986, Modena, Il Bulino, 1987.
- Rovigo. Le chiese. Catalogo dei beni artistici e storici, Venezia, Giunta regionale del Veneto-Marsilio, 1988.
- Chaim Soutine, Brescia, L’obliquo, 1988.
- Storia universale dell’arte (Hrsg.) Mailand, A. Mondadori, 1988, ISBN 88-04-33874-1.
- Davanti all'immagine, Milano, Rizzoli, 1989, ISBN 88-17-53755-1. (Premio Bancarella 1990)
- Giovanni Segantini. I capolavori, Trento, Reverdito, 1989, ISBN 88-342-4070-7.
- La stanza dipinta. Scritti sull’arte contemporanea, Palermo, Novecento, 1989, ISBN 88-373-0108-1.
- Il pensiero segreto. Prose di conversazione, Mailand, Rizzoli, 1990, ISBN 88-17-84045-9.
- W. Alexander Kossuth, a cura di, Mailand, Mazzotta, 1990, ISBN 88-202-0954-3.
- Botero. Dipinti sculture disegni, a cura di, Mailand, A. Mondadori arte, 1991, ISBN 88-242-0099-0.
- Dell'Italia. Uomini e luoghi, Mailand, Rizzoli, 1991, ISBN 88-17-84119-6. (Premio Fregene 1991)
- Dizionario dei monumenti italiani e dei loro autori. Roma. Dal Rinascimento ai giorni nostri, Mailand, Bompiani, 1991, ISBN 88-452-1801-5.
- Arturo Nathan. Illusione e destino, una esposizione a cura di, Milano, Fabbri, 1992.
- Lo Sgarbino. Dizionario della lingua italiana. I sinonimi e i contrari, divisione in sillabe, coniugazione dei verbi, Bergamo, Larus, 1993.
- Le mani nei capelli, Mailand, A. Mondadori, 1993, ISBN 88-04-37351-2.
- Onorevoli fantasmi. Due anni di polemiche parlamentari, Mailand, A. Mondadori, 1994, ISBN 88-04-38165-5.
- Lezioni private, Mailand, A. Mondadori, 1995, ISBN 88-04-41172-4.
- Lezioni private 2, Mailand, Mondadori, 1996, ISBN 88-04-42519-9.
- Alfredo Protti, a cura di, Mailand, G. Mondadori, 1997, ISBN 88-374-1607-5.
- A regola d'arte. Libri, quadri, poesie. Nuove lezioni sul bello, Mailand, Mondadori, 1998, ISBN 88-04-45771-6.
- Notte e giorno d'intorno girando…., Mailand, Rizzoli, 1998, ISBN 88-17-85887-0.
- Gli immortali, Mailand, Rizzoli, 1999, ISBN 88-17-86147-2.
- La casa dell’anima. Educazione all'arte, con VHS, Mailand, Mondadori, 1999, ISBN 88-04-43345-0.
- Giotto e il suo tempo, mostra ideata e curata da, Mailand, Motta, 2000, ISBN 88-7179-278-5.
- Le tenebre e la rosa. Un'antologia, Mailand, Rizzoli, 2000, ISBN 88-17-86529-X.
- Balthus, Firenze, Giunti, 2001, ISBN 88-09-02055-3.
- Elogio della medicina di Jacovitti. Breve storia di un capolavoro sconosciuto, a cura di, Mailand, Mazzotta, 2001, ISBN 88-202-1330-3.
- Percorsi perversi. Divagazioni sull'arte, Mailand, Rizzoli, 2001, ISBN 88-17-86852-3.
- Giorgio De Chirico. Dalla Metafisica alla „Metafisica“. Opere 1909–1973, a cura di, Venezia, Marsilio, 2002, ISBN 88-317-8167-7.
- Il Bene e il Bello. La fragile condizione umana, Mailand, Bompiani, 2002, ISBN 88-452-5329-5.
- Wolfgang Alexander Kossuth, 1982–2002, testi di e con Michael Engelhard e Mario De Micheli, Mailand, Skira, 2002, ISBN 88-8491-221-0.
- Da Giotto a Picasso. Discorso sulla pittura, Ginevra-Milano, Rizzoli libri illustrati, 2002, ISBN 88-7423-070-2.
- Viaggio sentimentale e pittorico di un emiliano in Romagna, Milano, Rizzoli, 2002.
- Carpaccio, Bologna, Capitol, 1979; Milano, Fabbri, 1994, ISBN 88-450-5538-8; Mailand, Rizzoli libri illustrati, 2002, ISBN 88-7423-006-0.
- Parmigianino. Rizzoli. Mailand. 2003, ISBN 88-7423-114-8, Rizzoli-Skira, 2003, ISBN 88-7423-195-4. - Neuausgabe  Parmigianino tra Classicismo e Manierismo, Collana i Delfini, La nave di Teseo, 2016, ISBN 978-88-934403-9-4.
- Francesco del Cossa, Milano, Rizzoli-Skira, 2003, ISBN 978-88-6130-401-7.
- Dell’arte e della morte. Gli ultimi giorni del Parmigianino. Atto unico, Mailand, Skira, 2003, ISBN 88-8491-642-9.
- La ricerca dell’identità. Da Antonello a De Chirico, a cura di, Mailand, Skira, 2003, ISBN 88-8491-782-4.
- L'Odéo Cornaro, Torino, Allemandi, 2003, ISBN 88-422-1194-X.
- Francesco Scaramuzza, a cura di, Torino, Allemandi, 2003, ISBN 88-422-1234-2.
- Un paese sfigurato. Viaggio attraverso gli scempi d’Italia, Mailand, Rizzoli, 2003, ISBN 88-7423-154-7.
- Guercino. Poesia e sentimento nella pittura del '600, a cura di e con Denis Mahon e Massimo Pulini, Novara, De Agostini, 2003.
- Andrea Palladio. La luce della ragione. Esempi di vita in villa tra il XIV e XVIII secolo, con DVD, Mailand, Rizzoli libri illustrati, 2004, ISBN 88-17-00454-5.
- Dell'anima, Mailand, Bompiani, 2004, ISBN 88-452-1125-8.
- Le ceneri violette di Giorgione. Natura e Maniera tra Tiziano e Caravaggio, a cura di, Mailand, Skira, 2004, ISBN 88-7624-120-5.
- Gaspare Landi, a cura di, Milano, Skira, 2004, ISBN 88-7624-219-8.
- San Giuseppe con il bambino di Giovan Battista Piazzetta, a cura di, Torino, Allemandi, 2004, ISBN 88-422-1291-1.
- Un capolavoro di Rubens. L’adorazione dei pastori, a cura di, Mailand, Skira, 2004.
- Arte e realtà. In: Antonio Nunziante: Opere, I, Giaveno, Metamediale, 2004.
- Visioni sospese. In: Catalogo generale delle opere di Antonio Nunziante, III, Mailand, G. Mondadori, 2004, ISBN 88-374-1832-9.
- Aroldo Bonzagni, a cura di, Milano, Mazzotta, 2005, ISBN 88-202-1766-X.
- Caravaggio, Mailand, Skira, 2005, ISBN 88-7624-606-1.
- I giudizi di Sgarbi. 99 artisti dai cataloghi d’arte moderna e dintorni, Mailand, Editoriale Giorgio Mondadori, 2005, ISBN 88-374-1826-4.
- Il ritratto interiore: da Lotto a Pirandello, a cura di, Mailand, Skira, 2005, ISBN 88-7624-326-7.
- Monteforte. Paesaggi della memoria, testi di Rossana Bossaglia und Emanuela Mazzotti, Mailand, G. Mondadori, 2005, ISBN 88-374-1822-1.
- Ragione e passione. Contro l'indifferenza, Mailand, Bompiani, 2005, ISBN 88-452-3497-5.
- Vedere le parole. La scrittura d’arte da Vasari a Longhi, Mailand, Tascabili Bompiani, 2005, ISBN 88-452-3402-9.
- Le meraviglie della pittura tra Venezia e Ferrara. Dal Quattrocento al Settecento, Cinisello Balsamo, Silvana Editoriale, 2005, ISBN 88-366-0612-1.
- Clausura a Milano (e non solo). Da suor Letizia a Salemi (e ritorno), mit Marta Bravi, Mailand, Bompiani, 2008, ISBN 978-88-452-6178-7.
- L’Italia delle meraviglie. Una cartografia del cuore, Mailand, Bompiani, 2008, ISBN 978-88-452-6381-1.
- Donne e dee nei musei italiani, Mailand, Banca Network Investimenti, 2009.
- Klaus Karl Mehrkens: Opere 1983–2008. Protagon Editore/Città di Salemi, Siena 2009, ISBN 978-88-8024-262-8.
- Viaggio sentimentale nell’Italia dei desideri (= Collana Saggi). Bompiani, Mailand 2010, ISBN 978-88-452-6591-4.
- Lo stato dell’arte: Regioni d’Italia. (Padiglione Italia, LIV Esposizione internazionale d’arte della Biennale di Venezia, iniziativa speciale per il 150º anniversario dell’unità d’Italia), a cura di, Mailand, Skira, 2011, ISBN 978-88-572-1159-6.
- Lo stato dell’arte: accademie di belle arti. (Padiglione Italia, LIV Esposizione internazionale d’arte della Biennale di Venezia, iniziativa speciale per il 150º anniversario dell’unità d’Italia), a cura di, Milano, Skira, 2011, ISBN 978-88-572-1160-2.
- Lo stato dell’arte: istituti italiani di cultura nel mondo. (Padiglione Italia, LIV Esposizione nazionale d’arte della Biennale di Venezia, iniziativa speciale per il 150º anniversario dell’unità d’Italia), a cura di, Mailand, Skira, 2011, ISBN 978-88-572-1179-4.
- Le meraviglie di Roma. Dal Rinascimento ai giorni nostri (= Collana Dizionari dei monumenti italiani). Bompiani, Mailand 2011, ISBN 978-88-452-6716-1.
- Piene di grazia. I volti della donna nell'arte (= Collana Saggi). Bompiani, Mailand 2011, ISBN 978-88-452-6819-9.
- L'ombra del divino nell’arte contemporanea, Siena, Cantagalli, 2011, ISBN 978-88-8272-755-0.
- L’arte è contemporanea, ovvero L’arte di vedere l’arte. Mit einem Dialog von Gillo Dorfles (= Collana PasSaggi). Bompiani, Mailand 2012, ISBN 978-88-452-7042-0.
- Nel nome del Figlio. Natività, fughe e passioni nell’arte Milano, Bompiani, 2012, ISBN 978-88-452-7146-5.
- Il tesoro d’Italia. La lunga avventura dell’arte (= Collana Saggistica). Bompiani, Milano 2013, ISBN 978-88-452-7456-5 (Vorwort von Michele Ainis).
- Mattia Preti, Soveria Mannelli, Rubbettino, 2013, ISBN 978-88-498-3578-6.
- Il punto di vista del cavallo. Caravaggio (= Collana PasSaggi). Bompiani, Mailand 2014, ISBN 978-88-452-7332-2.
- Porto Franco. Gli artisti sdoganati da Sgarbi. EA Editore, 2014.
- Gli anni delle meraviglie. Da Piero Della Francesca a Pontormo. Il tesoro d’Italia II (= Collana Saggistica). Bompiani, Mailand 2014, ISBN 978-88-452-7747-4.
- Dal cielo alla terra. Da Michelangelo a Caravaggio. Il tesoro d’Italia III (= Collana Saggistica). Bompiani, Mailand 2015, ISBN 978-88-452-8011-5 (Vorwort von Luca Doninelli).
- Michele Ainis-Vittorio Sgarbi: La Costituzione e la Bellezza (= Collana i Fari. Nr. 2). La Nave di Teseo, 2016, ISBN 978-88-934402-8-8.
- Dall’ombra alla luce. Da Caravaggio a Tiepolo. Il tesoro d’Italia. (= Collana I fari. Band IV). La nave di Teseo, 2016, ISBN 978-88-934406-4-6 (Vorwort von Paolo Di Paolo).